# Typosyllis fuscosuturata
Typosyllis fuscosuturata är en ringmaskart som först beskrevs av Augener 1922.  Typosyllis fuscosuturata ingår i släktet Typosyllis och familjen Syllidae. Inga underarter finns listade i Catalogue of Life.